# Tania Lamarca
Tania Lamarca Celada född den 30 april 1980 i Vitoria, Spanien, är en spansk gymnast.
Hon tog OS-guld i rytmisk gymnastik för trupper i samband med de olympiska gymnastiktävlingarna 1996 i Atlanta.